# Bryant (Dakota du Sud)
Pour les articles homonymes, voir Bryant.
Bryant est une ville américaine située dans le comté de Hamlin, dans l'État du Dakota du Sud. Selon le recensement de 2010, elle compte 456 habitants. La municipalité s'étend sur 0,52 mille carré (1,35 km2).
La ville est fondée en 1887. Elle doit son nom à un dirigeant du Milawaukee Railroad, promoteur de la ville.

## Démographie
| 1890 | 1900 | 1910 | 1920 | 1930 | 1940 |
| ---- | ---- | ---- | ---- | ---- | ---- |
| 172  | 405  | 645  | 651  | 656  | 658  |

| 1950 | 1960 | 1970 | 1980 | 1990 | 2000 |
| ---- | ---- | ---- | ---- | ---- | ---- |
| 624  | 522  | 502  | 388  | 374  | 396  |

| 2010 | - | - | - | - | - |
| ---- | - | - | - | - | - |
| 456  | - | - | - | - | - |